# Heteromeringia zophina
Heteromeringia zophina är en tvåvingeart som beskrevs av Lonsdale och Marshall 2007. Heteromeringia zophina ingår i släktet Heteromeringia och familjen träflugor.
Artens utbredningsområde är Costa Rica. Inga underarter finns listade i Catalogue of Life.